# Giorgi Zinzadse
Giorgi Zinzadse (georgisch გიორგი ცინცაძე; * 7. Februar 1986 in Tiflis, Georgische SSR) ist ein georgischer Basketballspieler. Zinzadse debütierte bereits als Jugendlicher in der höchsten georgischen Spielklasse und wechselte 2003 nach Russland, zunächst zum russischen Meister PBK ZSKA nach Moskau. Mit MBK Dynamo gewann er 2006 den ULEB Cup. Nach drei Spielzeiten bei der Universität Tartu angeschlossenen Verein Tartu Rock in Estland war er in der Spielzeit 2009/10 für drei Vereine in Griechenland, der Ukraine und in Polen aktiv. Nach einer weiteren Spielzeit bei Tartu Rock in der Saison 2010/11 war er für die georgische Basketballnationalmannschaft bei der EM-Endrunde 2011 aktiv, bei der er sich einen Kreuzbandriss zuzog und mehrere Monate pausierte.
Ähnlich wie sein im gleichen Jahr in Tiflis geborener Landsmann Manutschar Markoischwili debütierte Zinzadse bereits als Jugendlicher in der höchsten georgischen Spielklasse und wurde 2002 vom Meister Basco Batumi verpflichtet. Erstmals nach vier Meisterschaften in Folge verlor man 2003 jedoch an die Meisterschaft an BK Dinamo Tiflis. Für die Saison 2003/04 wurde Zinzadse dann vom russischen Meister PBK ZSKA Moskau unter Vertrag genommen. In der EuroLeague 2003/04 wurde der kurz zuvor 18 Jahre alt gewordene Zinzadse in einem Spiel beim deutlichen 93:69-Auswärtserfolg bei Olympiakos Piräus für 10 Minuten eingesetzt. Am Ende reichte es neben der russischen Meisterschaft und dem zweiten Platz im russischen Pokalwettbewerb zum dritten Platz in der höchsten europäischen Spielklasse. Für die Saison 2004/05 wechselte er nach Samara zur Basketballabteilung von ZSK WWS, spielte aber in den russischen Meisterschafts-Play-offs für Ural Great aus Perm, in denen man gegen seinen Ex-Verein ZSKA im Viertelfinale ausschied. In der Saison 2005/06 spielte er wieder in Moskau, diesmal für Vizemeister MBK Dynamo. Mit diesem Verein gewann er unter Trainer Dušan Ivković den zweitwichtigsten europäischen Wettbewerb ULEB Cup 2005/06, wobei er jedoch als 20-Jähriger nur in sechs Spielen und beim Final-Four-Turnier nur wenige Sekunden im Halbfinale eingesetzt wurde. In der russischen Meisterschaft war man wenig erfolgreich und schied bereits im Viertelfinale aus.
2006 wechselte er zum estnischen Vizemeister Tartu Rock, mit dem er 2007 und 2008 jeweils die estnische Meisterschaft gegen BC Kalev gewann sowie das Pokalfinale gegen diesen Verein verlor. In der Saison 2007/08 zog man auf europäischer Ebene nach einem Sieg in der Viertelfinalserie über seinen Ex-Verein Ural Great ins Final Four-Turnier des FIBA EuroCups ein, wo man nach einer knappen Niederlage gegen den späteren Titelträger BK Barons Rīga auch im Spiel um den dritten Platz Gastgeber Proteas AEL unterlag. Zinzadse war bereits einen Monat zuvor an gleichem Ort im zyprischen Limassol Teilnehmer des letztmals ausgespielten All Star Games in diesem Wettbewerb gewesen. In der Saison 2008/09 wurde er bei Tartu Rock noch von seinem gleichaltrigen Landsmann Wiktor Sanikidse unterstützt, doch in der Meisterschaftsfinalserie unterlag man diesmal dem Konkurrenten BC Kalev und schied in dem nun als EuroChallenge firmierenden FIBA EuroCup bereits in der Vorrunde aus. Dafür erreichte man erstmals das Final Four der Baltic Basketball League, nachdem man in der Viertelfinalserie BC Kalev besiegt hatte. Als Gastgeber des Endrundenturniers verlor man das Halbfinale gegen Žalgiris Kaunas und erreichte den dritten Platz. Zinzadse selbst wurde zum MVP der estnischen Liga in dieser Spielzeit ernannt.
Für die Spielzeit 2009/10 wechselte Zinzadse in die griechische A1 Ethniki zu AS Trikala 2000. Im Dezember 2009 verließ er den Verein wieder, der daraufhin Mark Dickel zurückholte, was ihn jedoch nicht vor dem Abstieg am Saisonende bewahrte. Beim Basketballclub aus Donezk wurde Zinzadse anschließend auch nicht besonders glücklich, denn dieser stellte im März 2010 die Zahlungen ein, worauf er in die polnische PLK zu Trefl Sopot wechselte. In der Halbfinalserie um die polnische Meisterschaft schied man im Prestigeduell gegen den ehemaligen Sopoter Verein Asseco Prokom Gdynia aus. Beim Titelverteidiger und späteren Titelträger aus der Nachbarstadt Gdynia, der zudem das Viertelfinale der EuroLeague 2009/10 erreichte, waren ehemalige Basketball-Bundesliga-Spieler wie Ronald Burrell und Jan-Hendrik Jagla aktiv. In der Saison 2010/11 spielte er wieder für Tartu Rock. Der Double-Gewinner der Vorsaison verlor erneut die Finalserie gegen BC Kalev, während der Titel im Pokalwettbewerb verteidigt werden konnte. Nachdem die georgische Nationalmannschaft 2010 erstmals die Endrundenqualifikation erreicht hatte, gelang bei der EM-Endrunde 2011 in Litauen nach zwei Vorrundensiegen der Einzug in die Zwischenrunde der zwölf besten Mannschaften. Im ersten Spiel der Zwischenrunde unterlag man mit zwei Punkten dem späteren Halbfinalisten Mazedonien und Zinzadse zog sich einen Kreuzbandriss zu, was neben dem zu dem Zeitpunkt einzigen NBA-Profi Sasa Patschulia in Reihen der Georgier der zweite wichtige verletzungsbedingte Ausfall war. Georgien verlor anschließend alle weiteren Zwischenrundenspiele und schied aus. Für den vertragslosen Zinzadse bedeutete die Verletzung eine mehrmonatige Pause.
Im Jahr 2012 startete Zinzadse ein Comeback bei Olimpi aus Tiflis, wo er unter anderem mit seinem Nationalmannschaftskameraden Giorgi Gamqrelidse zusammenspielte. Olimpi erreichte die Finalserie um die georgische Meisterschaft, in der man gegen den Lokalrivalen und Titelverteidiger BC Armia verlor. Für die folgende Saison wechselte Zinzadse zum ukrainischen Meister BK Budiwelnik aus Kiew.